# السعودية في دورة الألعاب الآسيوية الداخلية وفنون الدفاع عن النفس 2017

علم المملكة العربية السعودية

نافست المملكة العربية السعودية في سنة 2017 في دورة الألعاب الآسيوية التي أقيمت في عشق أباد في تركمانستان.

## ملخص الميداليات

### الميداليات
| ميدالية | الاسم        | الرياضة              | الحدث               |
| ------- | ------------ | -------------------- | ------------------- |
| ذهبية   | أحمد المولد  | ألعاب القوى الداخلية | حواجز 60 متر للرجال |
| ذهبية   | محمد القرعي  | ألعاب القوى الداخلية | الرجال السباعي      |
| فضية    | مازن الياسين | ألعاب القوى الداخلية | الرجال 400 م        |
| فضية    | محمد شاوين   | ألعاب القوى الداخلية | رجال 1500 م         |
| فضية    | طارق العمري  | ألعاب القوى الداخلية | رجال 3000 م         |
| برونزية | محمود حميد   | رفع الاثقال          | 69 كجم للرجال       |